# Madrid Tennis Grand Prix 1983
Il Madrid Tennis Grand Prix 1983 è stato un torneo di tennis giocato sulla terra rossa. È stata la 12ª edizione del Madrid Tennis Grand Prix che fa parte del Volvo Grand Prix 1983. Si è giocato a Madrid in Spagna dal 25 aprile al 1º maggio 1983.

## Campioni

### Singolare
Yannick Noah ha battuto in finale  Henrik Sundström con il punteggio di 3–6, 6–0, 6–2, 6–4

### Doppio
Heinz Günthardt /  Pavel Složil hanno battuto in finale  Markus Günthardt /  Zoltán Kuhárszky con il punteggio di 6–3, 6–3